# ビア・リチャーズ
ビア・リチャーズ（Beulah Elizabeth Richardson、1920年7月12日 - 2000年9月14日）は、舞台、映画、テレビで活躍したアメリカ合衆国の女優である。また、詩人、劇作家、作家、活動家でもあった。
1968年の映画『招かれざる客』で、第40回アカデミー賞助演女優賞やゴールデングローブ賞 映画部門 助演女優賞にノミネートされ、また1988年のテレビシリーズFrank's Place及び2000年のテレビシリーズ『ザ・プラクティス ボストン弁護士ファイル』でプライムタイム・エミー賞助演女優賞を受賞した。また1965年の戯曲The Amen Cornerでトニー賞 演劇主演女優賞にノミネートされた。

## 生い立ちと教育
リチャーズはミシシッピ州ヴィックスバーグで生まれた。母は仕立て屋、父はバプティスト教会の牧師だった。1948年にニューオーリンズのディラード大学を卒業し、その2年後、ニューヨークに転居した。
イスメイ・アンドリューズからダンスを習った。

## キャリア
最初の仕事は1955年、オフ・ブロードウェイのショーTake a Giant Stepで演じた84歳の祖母の役だった。彼女は生涯、母親や祖母の役を演じることが多かった。ブロードウェイのPurlie Victorious、『奇跡の人』、『陽なたの干しぶどう』にも出演した。
作家としては、14編の詩を集めた韻文の戯作A Black Woman Speaksを執筆し、その中で、有色人種の女性の抑圧に関して白人女性が重要な役割を果たしたことを指摘している。劇の初演は1950年、シカゴの白人女性組織Women for Peaceのために行われた。彼女の最初の戯曲は1951年に書かれた'One Is a Crowdで、彼女の人生を破壊した白人男性への復讐の機会を伺う黒人歌手の物語だったが、その後の数十年、上演はされなかった。
ポール・ロブスンと知り合った後の1930年代から1950年代末にかけて、リチャーズはロサンゼルスでアメリカ共産党の党員となった。
彼女は、1917年の十月革命から1956年のニキータ・フルシチョフによるスターリン批判まで、アメリカ共産党が関係する運動に「積極的に参加した」黒人女性の一人であった。彼女は後に、アンジェラ・デイヴィスの解放運動を金銭支援している。
業界内では本名ではなくBeah Richardsで知られ、またBea Richardsと表記されることもある。
出演した主な映画は、『招かれざる客』（1967年）、『夕陽よ急げ』（1967年）、『ボクサー』（1970年）、『愛されし者』（1998年）、『夜の大捜査線』（1967年）等である。また、テレビドラマ『ルーツ2』にもアレックス・ヘイリーの祖母シンシア・パーマー役で出演した。
テレビ番組での助演は、Beauty and the Beast, The Bill Cosby Show, 227, Sanford and Son, Benson, Designing Women, The Facts of Life, The Practice、『ジェシカおばさんの事件簿』『バークレー牧場』、『ER緊急救命室』（ピーター・ベントンの母役）等、多くある。

## 受賞とノミネート
ジェイムズ・ボールドウィンによる戯曲The Amen Cornerで1965年のトニー賞にノミネートされた
。
1967年の映画『招かれざる客』では、シドニー・ポワチエが演じたジョン・プレンティスの母役を演じ、アカデミー助演女優賞にノミネートされた。
1988年のFrank's Place及び2000年の『ザ・プラクティス ボストン弁護士ファイル』で、エミー賞を2度受賞した。

## 死去
2度目のエミー賞を受賞した直後、故郷のヴィックスバーグで、肺気腫により80歳で死去した。
死去の年には、リサ・ゲイ・ハミルトンにより、彼女との70時間以上の会話を元に、彼女を題材にしたドキュメンタリーBeah: A Black Woman Speaksが作られ、アメリカン・フィルム・インスティチュートのAFI映画祭で審査員大賞を受賞した。

## フィルモグラフィー
| 年     | タイトル                   | 役             | 備考                                                                                    |
| ------ | -------------------------- | -------------- | --------------------------------------------------------------------------------------- |
| 1958年 | The Mugger                 | Grecco Maid    |                                                                                         |
| 1959年 | w:Take a Giant Step        | May Scott      |                                                                                         |
| 1962年 | 奇跡の人                   | Viney the Maid | クレジットなし                                                                          |
| 1963年 | w:Gone Are the Days!       | Idella Landy   |                                                                                         |
| 1967年 | 夕陽よ急げ                 | Rose Scott     |                                                                                         |
| 1967年 | 夜の大捜査線               | Mama Caleba    |                                                                                         |
| 1967年 | 招かれざる客               | Mrs. Prentice  | ノミネート — アカデミー助演女優賞 ノミネート — ゴールデングローブ賞 映画部門 助演女優賞 |
| 1970年 | ボクサー                   | Mama Tiny      | NAACPイメージ・アワード 映画部門 助演女優賞                                             |
| 1972年 | The Biscuit Eater          | Charity Tomlin |                                                                                         |
| 1973年 | A Dream For Christmas      | Grandma Bessie |                                                                                         |
| 1975年 | マホガニー物語             | Florence       |                                                                                         |
| 1979年 | w:Banjo the Woodpile Cat   | Zazu           | 声                                                                                      |
| 1986年 | Inside Out                 | Verna          |                                                                                         |
| 1987年 | Big Shots                  | Miss Hanks     |                                                                                         |
| 1989年 | w:Homer and Eddie          | Linda Cervi    |                                                                                         |
| 1989年 | ドラッグストア・カウボーイ | Drug Counselor |                                                                                         |
| 1994年 | Out of Darkness            | Mrs. Cooper    |                                                                                         |
| 1998年 | 愛されし者                 | Baby Suggs     | ノミネート — NAACPイメージ・アワード 映画部門 助演女優賞                                |

## 関連文献
- Radicalism at the Crossroads: African American Women Activists in the Cold War (2011) by Dayo Gore